# Gaetano Alberti
Gaetano Alberti (Mormanno, 23 luglio 1878 – Castelnuovo del Carso, 26 luglio 1915) è stato un militare italiano.
Sottotenente di complemento del 142º Reggimento fanteria "Catanzaro" durante la prima guerra mondiale, fu decorato con la medaglia d'oro al valor militare per la memoria.

## Biografia
Nato a Mormanno il 23 luglio 1878, dopo aver conseguito la laurea in giurisprudenza esercitò la professione di avvocato. Fu membro della Massoneria del Grande Oriente d'Italia, iniziato il 13 marzo 1912 nella loggia "Manfredi" di Benevento. Eletto sindaco del suo paese natale il 19 luglio 1914, con l'entrata in guerra dell'Italia, il 24 maggio 1915, partì per il fronte come sottotenente di complemento al comando della 7ª Compagnia del 142º Reggimento fanteria della Brigata "Catanzaro". Cadde in combattimento dopo due mesi a Castelnuovo del Carso, il 26 luglio 1915. Il 1 giugno 1916 gli fu concessa la medaglia d'oro al valor militare, massima onorificenza italiana. Sepolta inizialmente nel cimitero di Fogliano, nel 1924 la salma fu traslata nella chiesa di Santa Maria del Colle sita del suo paese natale. In suo ricordo a Mormanno e a Castrovillari gli venne intitolata una strada,  mentre a ricordare tutti i caduti del paese è stata affissa una lastra sul muro della chiesa. Ancora a ricordo dei caduti in guerra della regione Calabria nel 1928 venne eretto il Faro votivo in contrada Torretta.

### Periodici
- Rocco Liberti, Medaglie d'oro al valor militare concesse a Calabresi della provincia di Cosenza per atti eroici compiuti durante la Grande Guerra, in Calabria Sconosciuta, n. 145, gennaio-marzo 2015,  pp. 7-10.